# Dysmicoccus coorongae
Dysmicoccus coorongae är en insektsart som beskrevs av Williams 1985. Dysmicoccus coorongae ingår i släktet Dysmicoccus och familjen ullsköldlöss. Inga underarter finns listade i Catalogue of Life.